# Wörterwanderung
Wörterwanderung war eine internationale Ausschreibung des Deutschen Sprachrats zum Auffinden deutscher Wörter, die in einem fremden Sprachraum, oft unter einer neuen Bedeutung, Aufnahme fanden.

## Geschichte
Die Ausschreibung in Form eines Wettbewerbs fand vom 1. Juni bis zum 30. September 2006 statt. Die Wörterwanderung wurde unter anderem unterstützt vom Bibliographischen Institut, vom Goethe-Institut und vom Institut für Deutsche Sprache. Sie war Teil des Projektes Die Macht der Sprache.
Ein anderer Wettbewerb des Goethe-Instituts und des Deutschen Sprachrats suchte bis zum 29. Februar 2008 das beste eingewanderte Wort und kreative Begründungen: Eine Jury, der unter anderen Loriot angehörte, wählte unter 3500 Einsendern aus 45 Ländern die Wörter Tollpatsch, Currywurst und Engel auf die ersten drei Plätze. Die Preise wurden am 25. April 2008 im Bode-Museum in Berlin verliehen.

## Beispiele
|             | Fremdwort | Bedeutung               | Herkunft     |
| ----------- | --------- | ----------------------- | ------------ |
| Polnisch    | Wihajster | Dingsbums               | Wie heißt er |
| Französisch | Vasistas  | Kippfenster             | Was ist das  |
| Japanisch   | Arubaito  | Studenten-, Teilzeitjob | Arbeit       |
| Türkisch    | Fertik    | Zug bereit zur Abfahrt  | Fertig       |

## Weblink
- www.Deutscher-Sprachrat.de